# Toyoake
Toyoake (jap. 豊明市, -shi) ist eine Stadt in der Präfektur Aichi auf Honshū, der Hauptinsel von Japan. 

## Geographie
Toyoake liegt südöstlich von Nagoya und westlich von Okazaki.

## Geschichte
1560 fand hier die Schlacht von Okehazama statt, die den Aufstieg Oda Nobunagas zu einem der drei japanischen Reichseiniger markierte.
Die Stadt Toyoake wurde am 1. August 1972 gegründet.

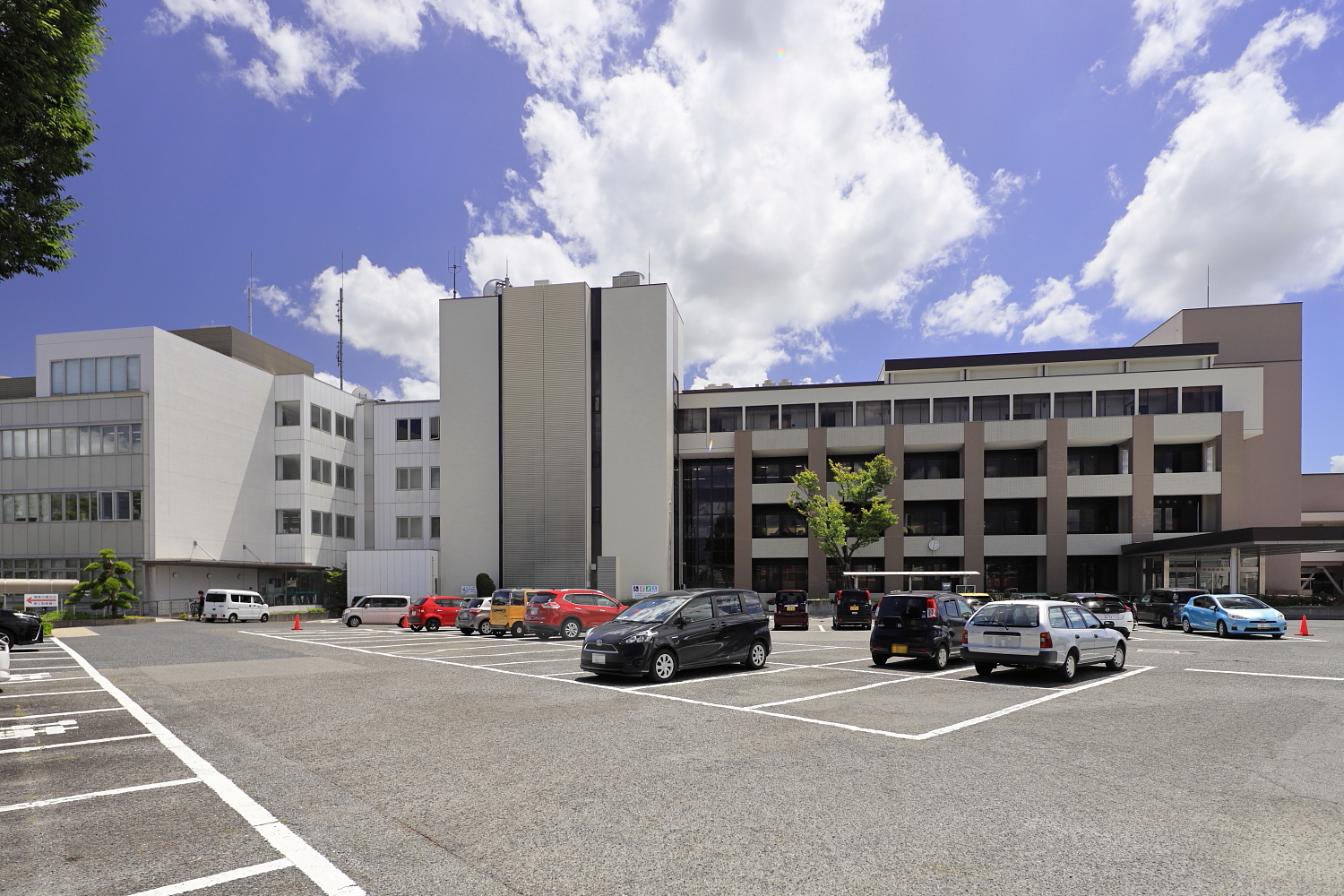
Rathaus

## Verkehr

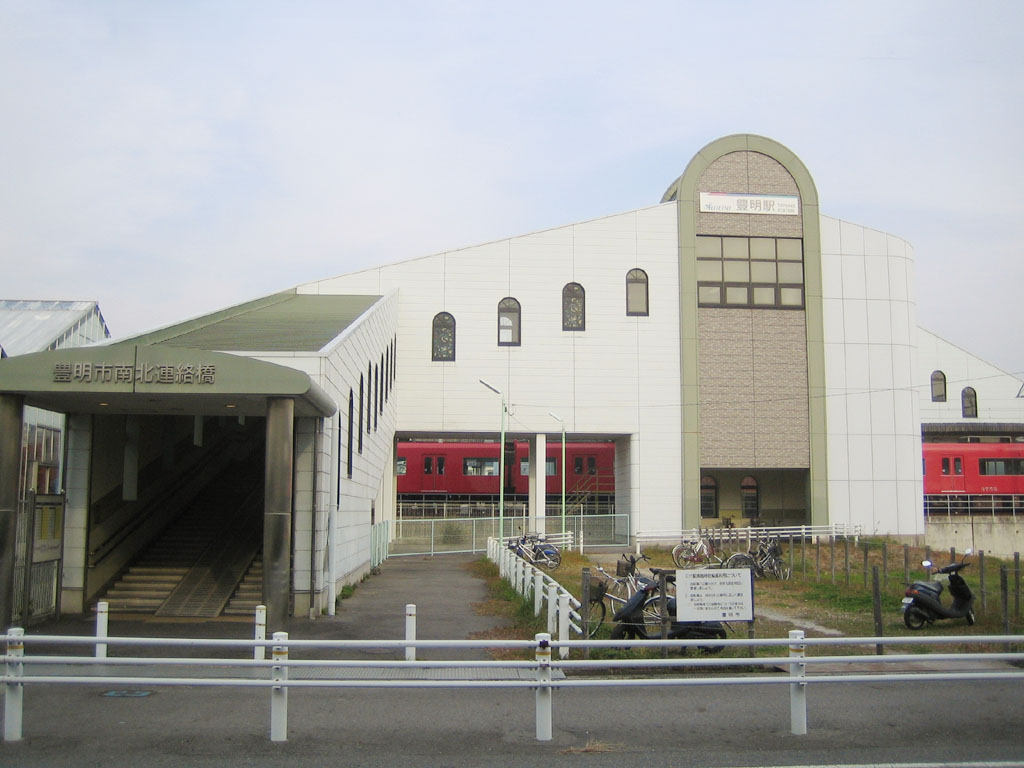
Bahnhof Toyoake

Der Bahnhof Toyoake liegt an der Meitetsu Nagoya-Hauptlinie der Bahngesellschaft Meitetsu. Darüber hinaus ist Toyoake über die Isewangen-Autobahn sowie die Nationalstraße 1 und die Nationalstraße 23 erreichbar.

## Weblinks

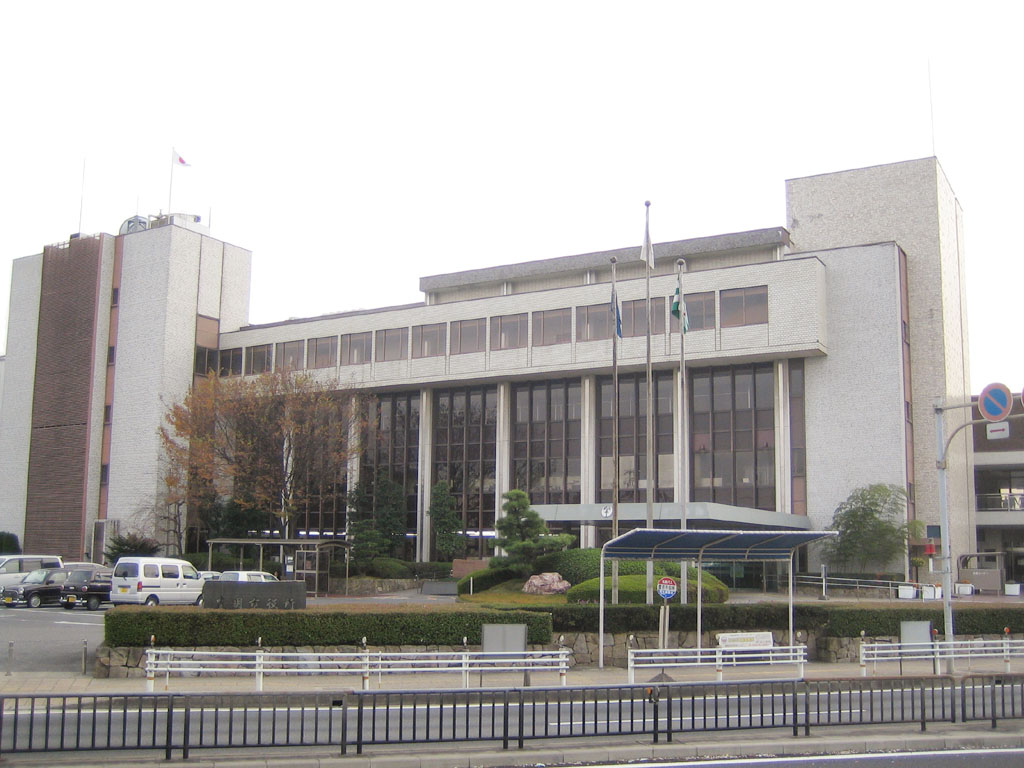
Rathaus von Toyoake

## Angrenzende Städte und Gemeinden
- Nagoya
- Ōbu
- Kariya
- Tōgō